# Jessie Kite
Jessie Kite (Hackney, 17 maggio 1892 – Chichester, 1º maggio 1958) è stata una ginnasta britannica, vincitrice del bronzo olimpico nel concorso a squadre a Amsterdam 1928.
Era membro della squadra di ginnastica del Northampton Polytechnic Institute che vinse la prima edizione dei campionati nazionali di ginnastica a squadre nel 1923.
Nel 1924 e nel 1927 si è classificata per due volte seconda ai campionati britannici dietro rispettivamente a Dorothy Billson e Carrie Pickles.

## Palmarès
- Giochi olimpici

Amsterdam 1928: bronzo nel concorso a squadre.